# عبدالرحمن عکاری
عبدالرحمن عکاری (انگلیسی: Abdulrahman Akkari؛ زادهٔ ۳ مارس ۱۹۸۴) یک ورزشکار اهل سوریه است.
از باشگاه‌هایی که در آن بازی کرده‌است می‌توان به باشگاه فوتبال الکرامه سوریه، باشگاه فوتبال الکرامه سوریه، باشگاه ورزشی النواعیر، باشگاه فوتبال تشرین سوریه، باشگاه ورزشی الوحده سوریه، الجیش سوریه، و باشگاه ورزشی صفا اشاره کرد.